# Arroyo Lamedo
El arroyo Lamedo nace en las proximidades del Robal de la Cruz a unos 1300 metros de altura. Después de cruzar el pueblo de Lamedo recibe las aguas del arroyo Trigüez y en las proximidades de La Puentenueva vuelve a recibir las aguas del arroyo de Tornes a partir de aquí se convierte en el río Lamedo y en la localidad de San Andrés recibe las aguas del río Los Cabrios para desembocar en el río Bullón en las proximidades de Puente Asnil cerca de Cabezón de Liébana después de descender casi 1000 metros de desnivel. En su corto recorrido atraviesa grandes masas de bosques y es de aguas muy cristalinas que en invierno y en primavera llega a alcanzar gran caudal de agua debido a los desnieves de las altas cumbres que lo rodean.
- Datos: Q5705728